# Ladykillers (1955)
Ladykillers ist eine britische Kriminalkomödie aus dem Jahr 1955 mit Alec Guinness und Katie Johnson, die unter der Regie von Alexander Mackendrick in den Ealing Studios entstand. Sie handelt von dem Gauner Professor Marcus, der einen Überfall auf einen Geldtransport plant und sich hierfür mit seinen Komplizen bei Mrs. Wilberforce, einer ahnungslosen älteren Dame, einmietet. Als Mrs. Wilberforce nach dem Überfall hinter das Geheimnis ihres Mieters kommt, überschlagen sich die Ereignisse. Der Film gilt heute als Klassiker der Schwarzen Komödie.

## Handlung
Mrs. Wilberforce (in der deutschen Fassung: Miss Wimmerforce) ist die freundliche, etwas schrullige Witwe eines Kapitäns und lebt alleine mit ihren drei Papageien in einem alten, schiefen Haus über der Zufahrt des Bahnhofs King’s Cross. Die Mittsiebzigerin erscheint wie ein Relikt aus dem viktorianischen Zeitalter. Regelmäßig besucht sie die Polizeiwache, um Vorfälle wie UFO-Sichtungen zu melden. Die Polizisten schenken ihren zahlreichen abenteuerlichen Geschichten keinen Glauben, behandeln die Dame aber freundlich.
Eines Tages mietet ein gewisser Professor Marcus bei der alten Dame zwei Zimmer. Allerdings weiß sie nicht, dass Marcus einen großen Überfall auf einen Geldtransport am King’s Cross plant. Zu Marcus’ Bande gehören der etwas nervöse, gentlemanhafte Major Courtney, der junge und sprunghafte Harry Robinson, der einfältige Ex-Boxer Pfannkuchen (im Original: „One-Round“ Lawson) sowie der brutal-humorlose Louis Harvey. Bei Mrs. Wilberforce treffen sich die Mitglieder der Gang regelmäßig, um ihren Plan auszuarbeiten. Die etwas naive Mrs. Wilberforce glaubt, die Männer seien ein Streichquintett, das sich zum Üben trifft – das „Menuett“ von Luigi Boccherini (3. Satz aus dem Quintett für zwei Violinen, Viola und zwei Violoncelli E-Dur op. 11/5, G 275) wird allerdings nicht von den Gangstern, sondern von einem Grammophon gespielt. Schon früh geht die alte Frau den Gangstern mit ihren Eigenheiten auf die Nerven, und sie nennen sie „Mrs. Überkandidelt“.
Der Überfall auf den Geldtransport mit 60.000 Pfund geht planmäßig über die Bühne. Die ahnungslose alte Dame wird sogar noch zur Komplizin, indem sie den Koffer mit dem Geld von der Gepäckaufbewahrung im Bahnhof abholt. Während des Rückweges mit dem Koffer verstrickt sie sich in einen Streit mit einem rabiaten Obsthändler, weshalb es zu einem Umweg auf die Polizeistation kommt. Letztlich erreichen sowohl Mrs. Wilberforce als auch der Koffer unbeschadet ihr Häuschen. Die Gangster verstauen das Geld in Pfannkuchens Cellokasten, doch als sie das Haus verlassen, springt der Cellokasten auf und zahlreiche Banknoten fliegen durch die Luft. Mrs. Wilberforce hat dies gesehen, und nachdem sie von ihren ebenso schrulligen Freundinnen vom Überfall erfahren hat, kommt sie den Gangstern auf die Schliche. 
Mrs. Wilberforce verlangt von den Mitgliedern der Gang, dass sie bei der Polizei ihre Taten gestehen und das Geld zurückgeben. Professor Marcus und seine Komplizen wollen sie davon abbringen und erklären ihr, dass dann auch sie ins Gefängnis müsste, weil sie ja den Koffer vom Bahnhof abgeholt hat. Doch die alte Dame bleibt ihren Prinzipien treu und will weiterhin zur Polizei. Die Gangster wollen sie nun umbringen und entscheiden mit dem Ziehen von Streichhölzern, wer den Mord begehen soll. Major Courtney verliert, versucht aber nicht, die alte Dame zu töten, sondern sich mit der Beute aus dem Staub zu machen. Louis stößt den Major daraufhin vom Dach. Als nächster ist Harry an der Reihe. Pfannkuchen ist mittlerweile gegen die Ermordung von Mrs. Wilberforce und bringt Harry zur Strecke, weil er die schlafende Mrs. Wilberforce schon für von Harry getötet hält. Louis und Professor Marcus wollen daraufhin Pfannkuchen umbringen, doch dieser hört ihr Gespräch und will beide erschießen. Pfannkuchen vergisst allerdings, die Waffe zu entsichern und wird daraufhin von Louis getötet. Jedes Mal, wenn ein Gangster stirbt, wird er von den anderen in einen Waggon der vorbeifahrenden Güterzüge geworfen, sodass keine Leiche im Haus von Mrs. Wilberforce bleibt. Louis und Professor Marcus sind die letzten verbliebenen Gangster, doch auch zwischen ihnen entbrennt ein Kampf auf Leben und Tod. Louis fällt über eine von Marcus gelöste Leiter in einen Güterwagen, doch hat der Professor kaum Zeit, seinen Triumph auszukosten („Louis, das ist dein Zug!“), da er selbst vom Signalhaltfall eines Bahnsignals erschlagen wird und ebenfalls in einen Waggon fällt.
Mrs. Wilberforce hat während der Morde ein Schläfchen gehalten und von alledem nichts mitbekommen. Sie informiert die Polizei über die Geschichte, doch die mit den Ermittlungen zum Überfall beschäftigten Polizisten glauben ihr nicht und erzählen ihr, sie könne das Geld behalten. So bleibt Mrs. Wilberforce am Ende im Besitz der geraubten 60.000 Pfund und geht zufrieden nach Hause, nicht ohne einem Bettler noch einen Geldschein hohen Wertes zu spenden.

## Produktion

### Drehbuch
William Rose, der Drehbuchautor des Stückes, erzählte immer wieder, er habe die Idee zum Film während eines Traumes gehabt. Tatsächlich habe er die gesamte Handlung von Anfang bis Ende geträumt, und nur Details hätten hinzugefügt werden müssen. Roses Idee wurde schließlich von den Ealing Studios verfilmt, die auch schon andere Schwarze Komödien wie Adel verpflichtet hergestellt hatten. Es wurde einer der letzten Filme des Ealing-Studios. Rose und der Regisseur Alexander Mackendrick zerstritten sich allerdings in der vorbereitenden Arbeit an dem Film. Mackendrick musste daher das Drehbuch aus Notizen von Rose zusammenschreiben, wobei Rose später lobte, dass seine ursprüngliche Vision durch Mackendricks Einfluss im letztendlichen Film noch verbessert worden sei.
Mackendrick bekannte später, dass die Geschichte eine Allegorie auf den damaligen Zustand der britischen Gesellschaft bilde. Großbritannien hatte spätestens nach dem Zweiten Weltkrieg seine Stellung als Weltmacht eingebüßt, in den 1950er-Jahren gab es viele Veränderungen und große soziale Probleme. Die Gangster können laut Mackendrick satirisch überzeichnet für bestimmte Typen in der britischen Gesellschaft stehen, die diese verändern und eventuell negativ beeinflussen: finstere und undurchsichtige Intellektuelle (Professor Marcus), das korrupte und verstaubte Militär (der Major), unintegrierte Ausländer (Louis), Halbstarke (Harry), die leicht hinters Licht zu führende Arbeiterklasse (Knoten). Die anachronistisch wirkende Mrs. Wilberforce verkörpere die Reste des Viktorianischen Zeitalters, nicht zuletzt wird der Tod der Königin Viktoria von ihr auch in einer Szene direkt angesprochen. Mrs. Wilberforce sei die skeptische Hoffnung gewesen, dass „gegen jede Logik“ auch England seine Probleme überstehen könne. Dieser Subtext blieb laut Filmhistoriker Philip Kemp dem damaligen Publikum verborgen, halte den Film aber – auch da Großbritannien sich bis heute nicht seiner Rolle in der Welt sicher sei – relevant. So kann der Film als sentimental-satirischer Blick auf ein altes England gesehen werden. Das Filmende, in dem die Gangster durch etwas Modernes wie die Eisenbahn verschwinden und in dem Mrs. Wilberforce durch das gestohlene Geld reich wird, könne aber bereits auch ein durchaus verändertes England andeuten, das viktorianische und moderne Traditionen verbinden kann und in dem die Sozialordnung nicht mehr fest ist. Ladykillers sei möglicherweise das „sardonische, ackselzuckende Lebewohl“ von Mackendrick an Großbritannien, da er wenig später in die USA auswanderte.

### Besetzung
In der Hauptrolle wurde Alec Guinness besetzt, der als Hauptdarsteller zahlreicher Ealing-Komödien populär geworden war. Ursprünglich soll aber der schottische Schauspieler Alastair Sim die Wunschbesetzung gewesen sein. Nach verschiedenen Quellen lehnte Sim entweder die Rolle ab oder Guinness wurde verpflichtet, weil er sich an den Kinokassen als sicheres Zugpferd erwiesen hatte. Guinness lehnte den Professor Marcus in Gestik und Mimik allerdings bewusst an Sims Leinwandpersönlichkeit an, sodass viele Briten später fälschlicherweise Sim für den Schauspieler des Professors hielten. Für die Rolle der alten Dame wurde Katie Johnson ausgewählt, die bis dahin im Filmgeschäft kaum über kleinere Nebenrollen hinausgekommen war. Die Produzenten hielten Johnson für zu fragil und alt und wollten sie durch eine jüngere Schauspielerin ersetzen – doch diese jüngere Schauspielerin starb, bevor die Dreharbeiten überhaupt begonnen hatten. Für die Rolle des Harry war zeitweise Richard Attenborough angedacht, ehe man sich für Peter Sellers entschied. Sellers erhielt in Ladykillers seine erste wichtige Filmrolle, gleichzeitig stand er erstmals gemeinsam mit Herbert Lom vor der Kamera. In den späteren Filmen der Pink-Panther-Reihe kamen die beiden wieder in ihren heute bekanntesten Figuren als Jacques Clouseau und Charles Dreyfus zusammen.

### Drehorte

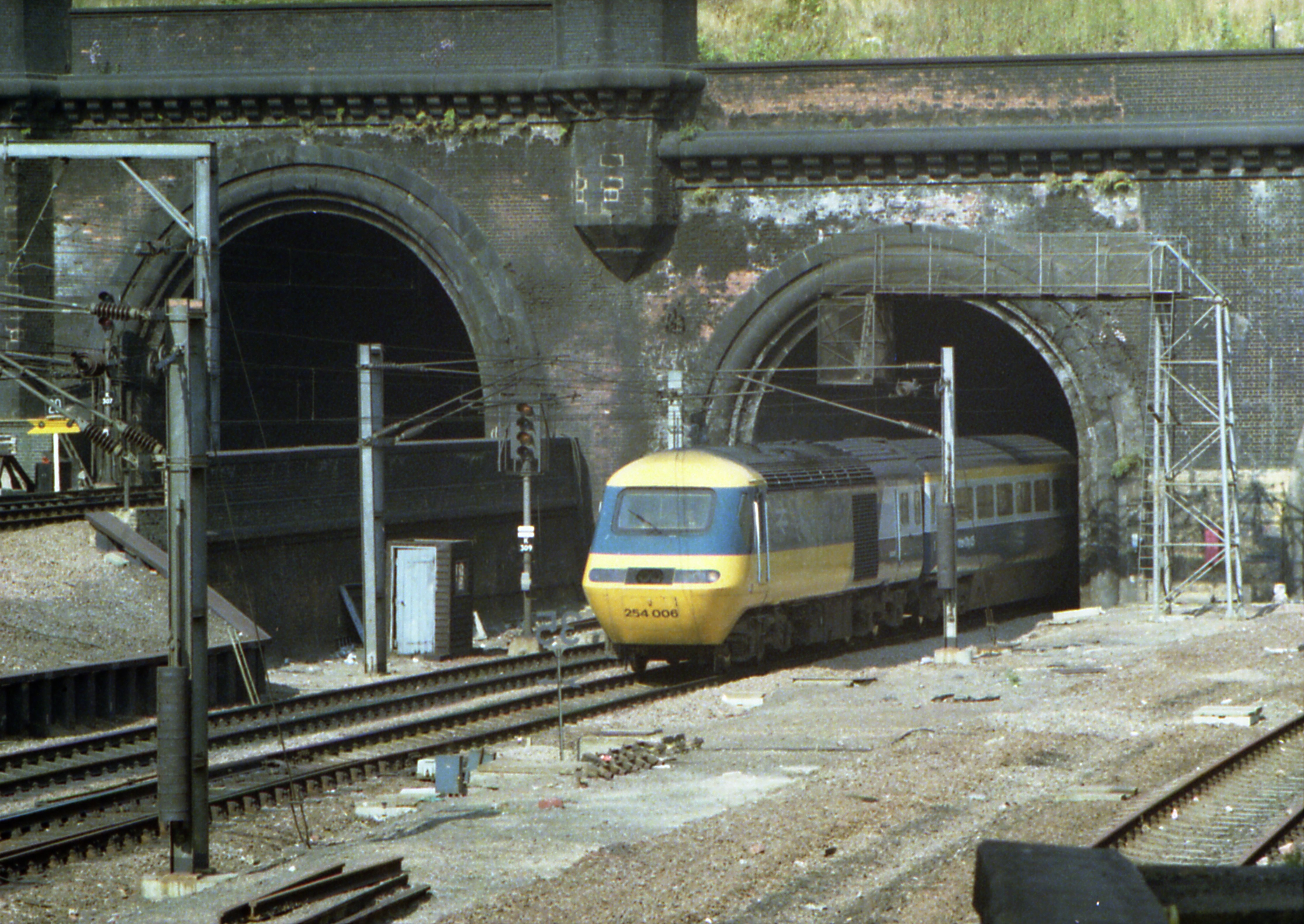
Der Holloway Tunnel, an dem die Gangster gegen Filmende „ihre Züge nehmen“, im 21. Jahrhundert

Alle Außenszenen des Films wurden in der Umgebung des Bahnhofs King’s Cross gedreht. Da dieser Bereich in den Jahren nach der Jahrtausendwende durch Verkehrsbauten und Stadtentwicklungsmaßnahmen erheblich verändert wurde, ist der Film auch eine wichtige Quelle der Geschichte Londons und der Eisenbahn. Die Drehorte im Einzelnen:
- Das Haus von Mrs. Wilberforce stand am Ende der Frederica Street, mit Blick auf die Kreuzung der auf King’s Cross zulaufenden East Coast Main Line  mit der North London Line. Es wurde nur für die Dreharbeiten als Filmkulisse erstellt. Heute ist dieser Bereich durch Wohn- und Gewerbebauten und die Kanaltunnel-Zufahrtsstrecke erheblich verändert. ⊙
- Außenaufnahmen vor dem Haus sind an einer völlig anderen Stelle entstanden, nämlich in der Argyle Street mit Blick auf den Bahnhof St. Pancras. ⊙
- Der Überfall auf den Geldtransporter wurde im Goods Way, nahe dem heute als Denkmal erhaltenen Gaskessel, gedreht. Die Straße wurde im Zuge des Umbaus des Bahnhofs St. Pancras verbreitert und begradigt. ⊙
- Mrs. Wilberforce holt das Paket im Bahnhof King’s Cross ab und besteigt das Taxi dort, wo seit 2012 die neue Bahnhofshalle steht. ⊙

## Synchronisation
Die deutsche Synchronfassung entstand 1957 in den Ateliers der J. Arthur Rank Film-Synchron-Produktion in Hamburg-Rahlstedt unter der Regie von Edgar Flatau. Das Dialogbuch stammt von Erwin Bootz. Für die Tontechnik war Friedrich Albrecht verantwortlich, der Schnitt lag in den Händen von Else Wieger. Die deutschen Rollennamen unterscheiden sich zum Teil erheblich von denen im Original. So heißt etwa Mrs. Wilberforce in der deutschen Fassung Mrs. Wimmerforce.
| Figur                                                                | Darsteller      | Deutscher Sprecher       |
| -------------------------------------------------------------------- | --------------- | ------------------------ |
| Professor Marcus                                                     | Alec Guinness   | Heinz Reincke            |
| Louisa Alexandra Wimmerforce (im Original: Mrs. Wilberforce)         | Katie Johnson   | Annemarie Schradiek      |
| Major Claude Courtney                                                | Cecil Parker    | C. W. Burg               |
| Mr. Louis Harvey                                                     | Herbert Lom     | Benno Gellenbeck         |
| Mr. Harry Robinson                                                   | Peter Sellers   | Gert Niemitz             |
| Mr. Knoten (Spitzname: Pfannkuchen, im Original: „One-Round“ Lawson) | Danny Green     | Eduard Wandrey           |
| Chefinspektor der Polizei                                            | Jack Warner     | Heinz Klingenberg        |
| Sergeant MacDonald, Assistent des Inspektors                         | Philip Stainton | Carl Voscherau           |
| Obsthändler im Streit mit Mrs. Wimmerforce                           | Frankie Howerd  | Gerlach Fiedler          |
| Constance, Mrs. Wimmerforces Freundin                                | Phoebe Hodgson  | Charlotte Voigt-Wichmann |
| Apollonia, Mrs. Wimmerforces Freundin (im Original: Hypatia)         | Hélène Burls    | Maria Martinsen          |
| Amelia, Mrs. Wimmerforces Freundin                                   | Evelyn Kerry    | Asta Südhaus             |
| Lenchen, Mrs. Wimmerforces Freundin (im Original: Lettice)           | Edie Martin     | Erna Nitter              |

## Rezeption und Nachwirkung

### Veröffentlichung
Der Film hatte am 8. Dezember 1955 seine Weltpremiere in London für die englischen Kinos und wurde zu einem Erfolg an den Kinokasse. In den meisten europäischen Ländern lief der Film im Jahre 1956 an. In die Kinos in Westdeutschland gelangte der Film hingegen erst am 24. Januar 1957, in der DDR hatte der Film erst 1962 seine Premiere. In den folgenden Jahrzehnten kam es in einigen Ländern zu Wiederveröffentlichungen.
Die ungekürzte deutsche Fassung erschien Anfang der 1970er-Jahre als Super-8-Veröffentlichung im Verlag Ullstein AV. Die Kopien mit Lichtton wurden über Foto-Quelle verliehen. Da sich Ullstein AV im Super-8-Geschäft nicht behaupten konnte, verschwanden die Filme schnell wieder vom Markt. Einige Verleihkopien gelangten in Sammlerbestände. Mittlerweile gibt es mehrere DVD- und Blu-ray-Umsetzungen des Filmes.

### Auszeichnungen
Für sein Originaldrehbuch erhielt William Rose 1956 den BAFTA für das Beste britische Drehbuch und eine Oscar-Nominierung. Katie Johnson erhielt einen British Film Academy Award in der Kategorie Beste britische Darstellerin. Auch der Film selbst war in zwei Kategorien für einen British Film Academy Award nominiert.
Bei der Wahl der besten britischen Filme des 20. Jahrhunderts vom British Film Institute landete Ladykillers auf Platz 13.

### Kritiken
Allgemein fallen die Kritiken zum Film hervorragend aus. Bei Rotten Tomatoes fallen alle 23 Kritiken positiv aus sowie 87 % vom Publikum bei rund 10.500 Stimmen.

„Der berühmte Klassiker des schwarzen Humors mit dem großen Geigenkasten; (…); witzig, voller makabrer Einfälle. (Wertung: sehr gut)“

„Alexander Mackendricks Film wurde ähnlich berühmt wie Frank Capras Gruselkomödie Arsen und Spitzenhäubchen, was nicht ganz verständlich ist. Während Capras Film auch Jahrzehnte später nichts von seiner Spritzigkeit verloren hat, erscheint der britische Film doch reichlich antiquiert. Mackendrick versäumte es, die Spielart des ‚Caper Movie‘ ironisch aufzubrechen, und konzentrierte sich mehr auf das (sehenswerte) Spiel von Alec Guinness und der alten, viktorianischen Katie Johnson.“

„Fünf als Streicherquintett getarnte Gangster streiten sich, wer von ihnen ihre Vermieterin, eine alte vertrauensselige Dame, umbringen muß. Kriminallustspiel der besten britischen Art, mit makabrem Witz, geist- und einfallsreich inszeniert und brillant gespielt: ein Meilenstein des britischen Unterhaltungsfilms.“

„(…) von makabrem Witz, anhaltend geist- und einfallsreich, gute Farben, brillant gespielt.“

„Kriminalkomödie von außergewöhnlichem Witz, gespielt und verfilmt mit Geschmack und jenem Schuß von ‚Spleen‘, den wir an den Briten so schätzen. Eine empfehlenswerte Unterhaltung.“

### Spätere Adaptionen
Es gibt mehrere Theateradaptionen des Filmes. So wurde 1983 die Kriminalkomödie Ladykillers von Elke Körver und Maria Caleita für das Theater uraufgeführt. Das Theaterstück wurde seitdem auf vielen Bühnen nachgespielt. Die Rechte liegen beim Theaterverlag Whale Songs. Inzwischen wurde das Stück auch in einer niederdeutschen Version, übersetzt von Arnold Preuß, veröffentlicht. Außerdem gibt es eine Opern- sowie eine Radioversion des Filmes.
Im Sommer 2004 erschien eine Neuverfilmung der Coen-Brüder mit Tom Hanks als Professor Marcus. Hierbei wird die Handlung in die Südstaaten der USA im Jahre 2004 verlegt. Des Weiteren gibt es Änderungen an den Figuren, so ist Mrs. Wimmerforce eine gottesfürchtige Afroamerikanerin. Allerdings musste der Film sich vielfach von Kritikern vorhalten lassen, nicht annähernd so gut wie das Original zu sein.

## Soundtrack
- Tristram Cary: The Ladykillers. Suite. Auf: The Ladykillers – Music from Those Glorious Ealing Films. Silva Screen Records, London 1997, Tonträger-Nr. FILMCD 177 – digitale Neueinspielung von Auszügen der Filmmusik durch das Royal Ballet Sinfonia unter der Leitung von Kenneth Alwyn

Hauptthema ist das Menuett op.13 no.5 von Luigi Boccherini (1743–1805).